# قروش حوتية
القروش الحوتية (الاسم العلمي: Rhincodontidae) هي فصيلةٌ من القرشيات السَجّاديٌة بطيئة الحركة والتي تتغذى بالترشيح. كانت تُسمى (Rhinodontidae) قبل عام 1984. يُعتبر القرش الحوتي النوع الوحيد الحي ضمنها.